# Вайт-Сіті (стадіон)
«Вайт Сіті» (англ. White City Stadium) — стадіон в Лондоні, Велика Британія. Спеціально був побудований для проведення літніх Олімпійських ігор 1908 року. Один з восьми стадіонів, які приймав матчі чемпіонат світу з футболу 1966 року.
Стадіон «Вайт Сіті» протягом багатьох років був одним з найбільших стадіонів Великої Британії, поки не був демонтований в 1985 році.

## Історія
Будівництво стадіону було розпочато в 1907 році і закінчено в 1908 році під проведення літніх Олімпійських ігор 1908 року. Право приймати цю Олімпіаду перейшло до Великої Британії від Італії після того, як Рим не зміг виконати фінансові зобов'язання і був позбавлений права проводити цей міжнародний турнір.

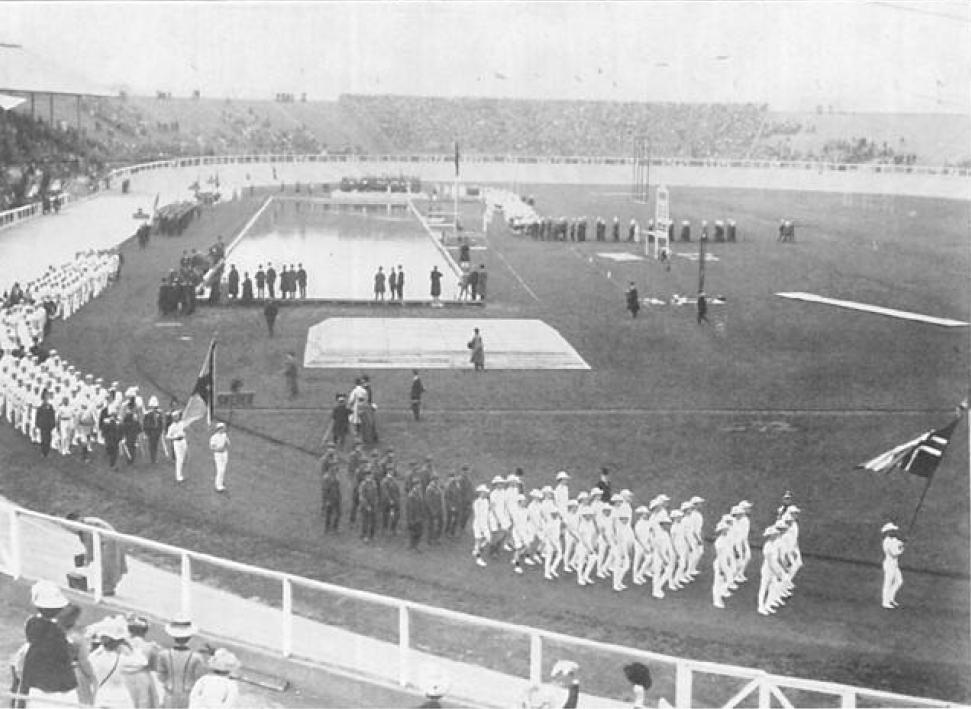
Відкриття Олімпійських ігор 1908 року на «Вайт Сіті».

Споруда в Лондоні була побудована на 140 акрах землі та складалась з комплексу палаців і виставкових будівель, більшість яких мали білий екстер'єр, що і послужило назвою — «Вайт Сіті». Цей комплекс був частиною франко-британського виставкового центру.
Під час літніх Олімпійських ігор 1908 року на цьому стадіоні проходили змагання з легкої атлетики, футболу та велоспорту, а також змагання першого сучасного марафону. Після цих ігор стадіон майже не використовувався аж до 1927 року, коли Автомобільна гоночна асоціація Greyhound почала проводити гоночні заїзди. Паралельно тут проводилися змагання з регбі, боксу та легкої атлетики.
У 1966 році власник стадіону «Вемблі» відмовився скасувати регулярні собачі перегони перед матчем чемпіонату світу 1966 року, через що футбольний матч між національними збірними Уругваю і Франції відбувся не на «Вемблі», як було заплановано, а на «Вайт Сіті».
До 1980 року стадіон практично виключно використовувався для проведення собачих перегонів. У 1984 році було прийнято рішення про знесення і останньою подією, яка пройшла на цьому стадіоні, стали собачі перегони 22 вересня 1984 року.